# Wootton (East Staffordshire)
Wootton – wieś i civil parish w Anglii, w Staffordshire, w dystrykcie East Staffordshire. W 2011 civil parish liczyła 154 mieszkańców. Wootton jest wspomniana w Domesday Book (1086) jako Wodetone.